# Audiencia Provincial de Córdoba

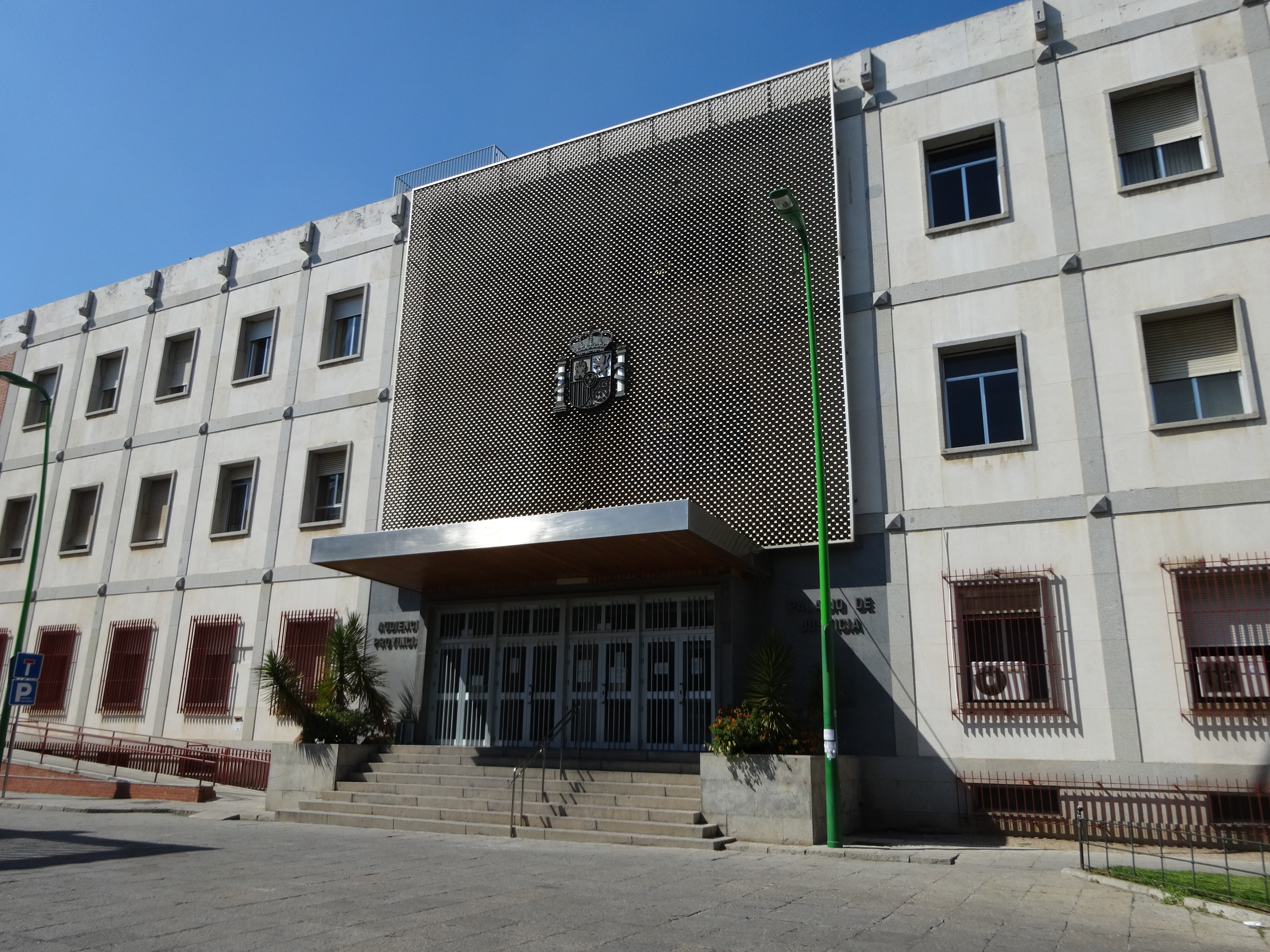
Audiencia Provincial de Córdoba.

La Audiencia Provincial de Córdoba es el órgano judicial superior de la provincia de Córdoba (España).
Conoce de asuntos civiles y penales. Cuenta con tres secciones: una civil (1) y dos penales (2 y 3).
Tiene su sede en Córdoba, capital de la provincia de Córdoba. El actual presidente de la Audiencia Provincial de Córdoba es, desde 2014, Francisco de Paula Sánchez Zamorano.